# أدب الرحلات
أدب الرِّحلات هو نوع من الأدب الذي يصور فيه الكاتب ما جرى له من أحداث وما صادفه من أمور أثناء رحلة قام بها لأحد البلدان. وتُعد كتب الرحلات من أهم المصادر الجغرافية والتاريخية والاجتماعية، لأن الكاتب يستقي المعلومات والحقائق من المشاهدة الحية، والتصوير المباشر، مما يجعل قراءتها غنية، ممتعة ومسلية. عدد كبير من الروايات والقصص يمكن أن يندرج بصورة ما تحت مسمى أدب الرحلات، فهذا المسمى الواسع كما نرى قادر على استيعاب أعمال ابن بطوطة وماركو بولو وتشارلز داروين وأندريه جيد وأرنست همنجواي ونجيب محفوظ، رغم التباين الكبير فيما بينهم؛ لكن الفكرة التي تجمعهم هي فكرة الرحلة نفسها، الرحلة الزمانية أو المكانية أو النفسية.

## خصوصيته
تندرج تحت اسم أدب الرحلات مجموعة كبيرة من الكتابات المختلفة في نواحٍ متعددة من حيث أسلوب الكاتب، ومنهج الكتابة، والغرض من الكتابة، والجمهور الذي يتوجه إليه الكاتب، واهتمامات كل منهما، الكاتب وجمهوره. لكن هذه الكتابات تشترك كلها في أنها تصف رحلة يقوم بها شخص ما إلى مكان ما لسبب ما.
نشط أدب الرحلات أساساً على أيدي الجغرافيين والمستكشفين الذين اهتموا بتسجيل كل ما تقع عليه عيونهم أو يصل إلى آذانهم حتى لو كان خارج نطاق المعقول، ويدخل في باب الخرافة. وبالإضافة إلى تسجيل رحلات الرحالة، هناك نوع آخر من أدب الرحلات هو القصص الخيالية الشعبية مثل: سندباد الذي يُعد رمزاً للرحالة المدمن للرحلة، والقصص الأدبية مثل: قصة ابن طفيل عن حي بن يقظان، ورسالة الغفران لأبى العلاء المعرى.
والملاحم الشعرية والأدبية الكبرى في تاريخ الإنسانية تعد كذلك من أدب الرحلات، مثل: ملحمة الأوديسا الإغريقية. وملحمة جلجامش البابلية، وملحمة أبو زيد الهلالي العربية. وغيرها؛ لأن هذه الملاحم تنبني في جوهرها على حكاية رحلة يقوم بها البطل لتحقيق هدف معين، وقد تنبني تلك الرحلات الأسطورية على بعض الوقائع التاريخية أو الشخصيات الحقيقية في عصر ما، ثم يترك الشاعر لخياله العنان؛ ليخلق الملحمة التي هي خلاصة رؤية المجتمع لقضاياه الكبرى في مرحلة زمنية معينة.

## تاريخ

### أدب الرحلات عند العرب والمسلمين
عرف العرب أدب الرحلات منذ القدم، وكانت عنايتهم به عظيمة في سائر العصور. ولعل من أقدم نماذجه الذاتية، رحلة السيرافي بحرًا إلى المحيط الهندي في القرن الثالث الهجري، ورحلة سلام الترجمان إلى حصون جبال القوقاز عام 227 هـ، بتكليف من الخليفة العباسي الواثق، للبحث عن سدّ يأجوج ومأجوج، وقد روى الجغرافي ابن خُرْدَإذْبـُهْ (ت 272 هـ) أخبار هذه الرحلة. ثم تأتي رحلات كل من المسعودي مؤلف مروج الذهب، والمقدسي صاحب أحسن التقاسيم في معرفة الأقاليم، والإدريسي الأندلسي في نزهة المشتاق في اختراق الآفاق، هذا إلى رحلة الرحالة المؤرخ عبد اللطيف البغدادي.
وتأتي رحلة البيروني (ت 440 هـ)، المسماة تحقيق ما للهند من مقولة مقبولة في العقل أو مرذولة، نموذجًا فذًّا مخالفًا لكل ما سلف، إذ تُعد وثيقة تاريخية هامة تجاوزت الدراسة الجغرافية والتاريخية إلى دراسة ثقافات مجتمعات الهند قديمًا، ممثلة في لغاتها وعقائدها، وعاداتها، مع عناية خاصة باللغة السنسكريتية، وهي لغة الهند القديمة، إذ يتناولها البيروني بالتحليل، ويقارن بينها وبين اللغة العربية على نحو جديد. وقد أعانه على ذلك إتقانه اللغة السنسكريتية، وثقافته الواسعة، وميله إلى التحقيق والدقة، فضلاً عن إقامته الطويلة بالهند، حيث قاربت الأربعين عامًا. وكان البيروني قد دخلها برفقة السلطان محمد الغزنوي عند فتحه الهند، ثم انطلق سائحًا متأمِّلا.

### ابتداءً من القرن السادس الهجري / الثاني عشر الميلادي
ويعد القرن السادس الهجري/ الثاني عشرالميلادي وما يليه من أكثر القرون إنتاجًا لأدب الرحلات. وهنا يطالعنا ضمن النماذج العديدة نموذجان هما: رحلة ابن جبير الأندلسي. وهي في الواقع ثلاث رحلات، أولاها إلى مكة للحج، وثانيتها للمشرق وقد استغرقت عامين (585 - 587 هـ، 1189 - 1191م)، والثالثة للمشرق أيضًا، قام بها ابن جبير وهو، آنذاك، شيخ كبير أراد أن يتعزَّى عن فقد زوجته عام 601 هـ، ولم يعد، بعدها، للأندلس بلده، بل مكث قرابة عشر سنوات متنقلاً بين مكة وبيت المقدس والقاهرة مشتغلاً بالتدريس إلى حين وفاته بالإسكندرية، وسجل لنا مقاومة المسلمين للغزو الصليبي بزعامة نور الدين وصلاح الدين، كما وصف مظاهر الحياة في صقلية وبلاط النورمان، في لغة أدبية وتصوير شائق، هذا فضلاً عن وصفه مظاهر الرغد والحياة المزدهرة في مكة المكرمة.

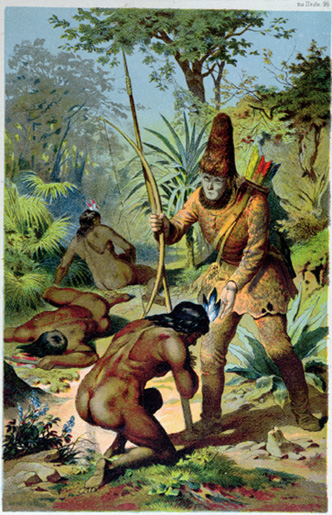
رحلات روبنسون كروزو

والنموذج الثاني في أدب الرحلات يمثله ابن بطوطة وهو أعظم رحالة المسلمين، وقد بدأت رحلته عام 725 هـ من طنجة بالمغرب إلى مكة المكرمة، وظل زهاء تسع وعشرين سنة يرحل من بلد إلى بلد، ثم عاد في النهاية ليملي مشاهداته وذكرياته على أديب كاتب يدعى: محمد بن جُزَيّ الكلبي بتكليف من سلطان المغرب وسمَّى ابن بطوطة رحلته تحفة النظّار في غرائب الأمصار وعجائب الأسفار. وروى ابن بطوطة مشاهداته لبلدان إفريقية وكان هو أول مكتشف لها، كما صور الكثير من العادات في مجتمعات الهند بعد ثلاثة قرون من الفتح الإسلامي لها. والرحلة، في عمومها، صورة شاملة دقيقة للعالم الإسلامي خلال القرن الثامن الهجري، وإبرازٌ لجوانب مشرقة للحضارة الإسلامية والإخاء الإسلامي بين شعوبه، بما لا نجده في المصادر التاريخية التقليدية.
وهناك في أدب الرحلات، في القرن الثامن الهجري، كتاب خطرة الطيف في رحلة الشتاء والصيف لأديب غرناطة الشهير: لسان الدين بن الخطيب، وكذلك نفاضة الجراب في علالة الاغتراب الذي وصف فيه مشاهداته في بلاد المغرب، خلال نفيه إليها، وهو في ثلاثة أجزاء. هذا بالإضافة إلى كتاب ابن خلدون التعريف بابن خلدون ورحلته غربًا وشرقًا وهو مزيج من السيرة الذاتية وأدب الرحلات مكتوب بلغة سلسة، مع وصف دقيق لرحلته إلى كل من بلاد الأندلس حين أقام فيها ضيفا على ملك غرناطة من بني الأحمر، وإشبيلية حين أوفده الملك في سفارة إلى حاكمها المسيحي، ثم مصر التي أقام فيها قرابة ربع قرن متقلِّبا بين مناصب التدريس والقضاء.
وفي القرن الحادي عشر الهجري برزت رحلة الشهاب إلى لقاء الأحباب التي تعود للموريسكي أفوقاي، الذي هرب من بلاد الإسبان خوفا من محاكم التفتيش وحط ببلاد المغرب وعينه سلطانها زيدان الناصر بن أحمد سفيرا له في بلاد أوروبا، فجمع كل هذه المغامرات في كتابه.
وفي القرن الثامن عشر ميلادي دَوَّنَ السفير المغربي أحمد بن المهدي الغزال كتاب «الإجتهاد في المهادنة والجهاد»، بعد رحلته لإسبانيا وروى فيه ما شاهده من آثار الأندلس. وتبعه السفير ابن عثمان المكناسي الذي ألف «الإكسير في فكاك الأسير» بعد رحلته إلى إسبانيا،  وتلاها كتابه ««البدر السافر لهداية المسافر إلى فكاك الأسارى من يد العدو الكافر»»، الذي دون فيه يومياته ومشاهداته خلال السفارة التي بعثه فيها محمد الثالث إلى كل من مالطة ومملكة نابولي. كما ألف أبو القاسم الزياني كتاب الترجمانة الكبرى عن رحلته للحجاز ومصر والقسطنطينية.

### العصر الحديث
أصبح أدب الرحلات شكلاً فنيًا داخلاً في الأدب، وليس دراسة تاريخية وجغرافية حيّة كما كان من قبل، ومن نماذجه في القرن التاسع عشر:
- تخليص الإبريز في تلخيص باريز لرفاعة رافع الطهطاوي، الذي رافق البعثة التي أرسلها محمد علي باشا للدراسة في فرنسا، ليكون واعظًا وإمامًا. وتصور رحلة الطهطاوي انبهاره بمظاهر النهضة الأوروبية، مع نقد لبعض عوائدهم في أسلوب أدبي.
- أحمد فارس الشدياق: مشهور بكتابه الواسطة في أحوال مالطة، وقد وصف صنوفًا من العادات والتقاليد، وبخاصة النساء المالطيات.
- عيسى بن هشام، أدب الرواية العربية الحديثة، معدود من كتب الرحلات الخيالية، إذ يقص رحلة قام بها البطل عيسى بن هشام برفقة أحد باشوات مصر، بعد أن خرج هذا الباشا من قبره، وكان قد مات منذ زمن بعيد، ثم خرج يتجوَّل في شوارع مصر ودوائرها الحكومية، ومنها المحاكم، ويصف لنا، بأسلوب أدبي ساخر، مظاهر التحول السلبي التي أصابت الحياة. كما تلقانا رحلة أمين الريحاني التي أسماها الريحانيات، وقد سجل مشاهداته في بلدان عربية ووصف عادات أهلها، كما زار بعض ملوك العرب ومن بينهم الملك عبد العزيز، وسجل لنا بعض أحاديثه وآرائه، هذا إلى رحلات
- حسين فوزي أديب مصري ورحلته التي سمّاها السندباد العصري،
- توفيق الحكيم ورحلته المسماة زهرة العمر وفيها يتناول بحس مسرحي قصصي جوانب من الحياة في باريس.

أدب الرحلات الحجازية، فكذلك عرف الأدب الحديث نماذج منها:
- الرحلة الحجازية للبتانوني،
- ورحلة شكيب أرسلان: الارتسامات اللِّطاف في خاطر الحاج إلى أقدس مطاف. وهي تمضي، بشكل عفوي، على طريقة القدماء.
- حمد الجاسر سجل رحلاته من مكتبات أوروبا بحثا عن المخطوطات المتصلة بالجزيرة العربية، وسرد أسماء العديد من المخطوطات ومحتوياتها وآراءه عنها، مع سرد لبعض النوادر والمواقف، التي تدخل بهذه الرحلات مجال الأدب الشائق الطريف.
- محمد بن ناصر العبودي: الأمين العام المساعد لرابطة العالم الإسلامي. أتاح له عمله في الرابطة زيارة معظم أصقاع العالم، فكان لمشاهداته العديدة وإطلاعاته أن تثمر أكثر من مائة وستين كتاباً في أدب الرحلات.[5][6][7][8]

## تراجع أدب الرحلات
إن أدب الرحلات قد تراجع عما كان عليه في العصور السابقة وحتى أوائل القرن العشرين، وذلك على الرغم من أن العصر الحالي يعتبر بحق عصر الرحلة والسفر؛ نظراً للإمكانيات والتسهيلات الهائلة التي حدثت بحيث أصبح السفر جزءاً من الحياة العادية للرجل العادي والسياحة بمفهومها الحالي أصبحت بعكس ما كانت عليه الأوضاع في الماضي، فالرحالة الأوائل كانوا أدباء ومؤرخين وجغرافيين ومكتشفين؛ لذلك جاءت كتاباتهم سجلاً وافياٌ ودقيقاً وعميقاً عن انطباعاتهم عن حياة الشعوب التي زاروها، ومظاهر سلوكهم وعاداتهم وتقاليدهم ونظمهم الاجتماعية والسياسية إلخ.. فكتابات هؤلاء تكشف عن درجة عالية من القدرة على الملاحظة الدقيقة والتحليل، كما نلاحظ في كتابات ابن فضلان مثلاً، أو كتاب البيروني «تحقيق ما للهند من مقولة مقبولة في العقل أو مرذولة»، وكذلك كتابات الرحالة الأوروبيين في القرنين السابع عشر والثامن عشر وإن لم تخل كتابات هؤلاء من تحيز لثقافتهم الأوروبية، فضلاً عن إغراق بعضها في التخيلات والمبالغات والأحكام غير الدقيقة والافتراءات.
ولعل المسئولية الأساسية عن تخلف أدب الرحلات حالياً ترجع إلى حرمان المسافر من تجربة الرحلة الحقيقية بكل ما فيها من عمق وإثارة واكتشاف، فقد أصبح السفر سهلاً ومتاحاً لكل الناس وفقد المسافر خصوصيته فيما يسمى بالرحلات الجماعية المنظمة سلفاً، مما جعل «السائح» الحديث يحل محل «الرحالة» القديم، فالرحالة يعنى التميز والفردية والأصالة والعمق، والسائح هو المتابع السطحي الذي ترك أمور رحلته بيد غيره، يرى بعيون من نظم الرحلة، ويفهم ويصدر الأحكام المتعجلة النابعة من الآخرين وليس من ذاته، فهذا التحول من الرحالة إلى السائح يعد أحد أهم أسباب تراجع أدب الرحلات حالياً. يضاف إلى ذلك تقدم وسائل الاتصال خصوصاً التليفزيون والإنترنت بحيث يظن مستخدم هذه الوسائل أنه يعرف كل شيء عن العالم، وأنه زار كل مكان في العالم وهو جالس في بيته لم يتحرك من مكانه أمام شاشة التليفزيون أو الكمبيوتر.

## الإعلام وأدب الرحلات
والجدير بالذكر أنه يوجد في إذاعة البرنامج الثقافي بالإذاعة المصرية برنامج إسبوعي اسمه من أدب الرحلات يذاع في الثامنة من مساء كل أربعاء بتوقيت القاهرة. البرنامج من إعداد أحمد القصبي وتقديم معتز العجمي

## جائزة ابن بطوطة لأدب الرحلة
- جائزة ابن بطوطة لأدب الرحلة تمنح سنويا منذ سنة 2003 وتخص خمسة فروع وهي : تحقيق الرحلات، الدراسات في أدب الرحلة، الرحلة المعاصرة، الرحلة الصحفية، واليوميات

## كتاب رحلات بارزون
- ابن جبير الأندلسي
- ابن بطوطة
- ناصر بن خسرو
- صمويل جونسون
- هاينرش هاينه
- رفاعة الطهطاوي
- تشارلز ديكنز
- مارك توين
- اوكتاف ميربو
- روبرت لويس ستيفنسون
- إرنست همنجواي
- أبو القاسم الزياني، الترجمانة الكبرى
- الحسن الوزان، وصف أفريقيا
- محمد ناصر العبودي